# Boško Milenković
Boško „Bata” Milenković (ur. 2 listopada 1909 w Wiedniu, zm. 1955) – jugosłowiański kierowca wyścigowy.

## Życiorys
Milenković urodził się w Wiedniu w 1909 roku jako syn bogatego kupca i Niemko-Francuzki. W trakcie I wojny światowej jego rodzina przeprowadziła się do Belgradu. Po śmierci ojca w 1921 roku Milenković odziedziczył pewną część jego dóbr, w tym trzy domy. Podjął studia w szkole wyższej, płynnie mówił po niemiecku, francusku, włosku i angielsku, grał na skrzypcach. Inspirowany przyjacielem, motocyklistą Voją Ivaniceviciem, zaczął ścigać się NSU o pojemności 300 cm³. W 1927 roku kupił pierwszy samochód, a później nabył takie pojazdy, jak Cord, Wanderer W25 czy Mercedes-Benz 540K. Jego pierwszym wyścigiem był wyścig górski Avalskim w 1932 roku, gdzie, prowadząc LaSalle, zajął trzecie miejsce w klasie. W 1935 roku kupił Bugatti T51, którym w 1937 roku wygrał wyścig Sljeme, a w 1938 roku – Dorcol. W tym samym roku podczas wyścigu w Klużu miał wypadek, w wyniku którego uszkodził samochód. Zdołał go jednak odbudować i wziął udział w Grand Prix Belgradu w 1939 roku, gdzie zajął czwarte miejsce.
Stracił majątek na skutek bombardowań Belgradu w 1941 roku. W 1949 roku nieoficjalnie wystartował Bugatti T51 w Grand Prix Czechosłowacji Formuły 1. Popełnił samobójstwo w 1955 roku.